# Sava Sever
Sava Sever, poročena Stupica, slovenska igralka, * 28. junij 1905, Trojane, † 21. oktober 1979, Ljubljana.

## Življenjepis
Sava Sever, sestra arhitekta Milana Severja, je obiskovala osnovno šolo in tri razrede gimnazije v Novem mestu (1915-18) ter nadaljevala v Ljubljani, kjer je 1923 maturirala. Po končani gimnaziji je nekaj semestrov študirala dramatiko pri Milanu Skrbinšku. Kasneje se je izpopolnjevala v Berlinu na Institut f. Theaterwesen svojo gledališko pot pa je začela na delavskem odru v Ljubljani. Njena prva vloga je bila v E. Toller Naskok na stroje: igro je pripravil Delavski oder v Ljubljani, a je bila prepovedana. V ljubljanski Drami je začela priložnostno že v sezoni 1930–1931, z rednim gledališkim delom pa 1931 v Skopju, nadaljevala v Osijeku in Splitu (1932–34), nadaljevala v Mariboru (1934–35) in Ljubljani (1935–1938) v Beogradu (1938–39), Zagrebu (1940–41) ter Ljubljani (1941–42).
Med drugo svetovno vojno je bila aktivistka OF in je bila zaradi suma o sodelovanju s partizani večkrat aretirana in zasliševana. Po osvoboditvi je najprej delala kot igralka v SNG v Ljubljani (1945-47), nato v Beogradu, leta 1952 pa se je vrnila v Ljubljano, kjer je nadaljevala igralsko kariero.

## Vloge
Pot njenega igralstva je šla skozi vrsto jugoslovanskih gledališč, kjer je ob življenjskih izkušnjah širila in poglabljala svojo umetnost. Prvotno je oblikovala tenkočutne, razumsko prebujene, sproščene mladostne like. Bila je Olga Nikolajevna (Andrejev, Mladoletje), Manja (Škvarkin, Tuje dete), Ljudmila (Katajev, Kvadratura kroga), Blanka (Shaw, Kako zabogatiš), Polly (Brecht, Beraška opera), Rona (Leskovec, Dva bregova), Stana (Brnčič, Med štirimi stenami), Julija (Strindberg, Gospodična Julija), sestra Angelika (Krleža, Gospoda Glembajevi), Giga (Begović, Brez tretjega). Osebni nemir in življenjski boji so Severjevo privedli do globoko doživetih in notranje razbitih, umsko in čustveno razbolelih žena; te like je dvignila do izredno kultiviranega realističnega sloga. Po lastni izjavi so ji najljubše vloge: Goneril (Shakespeare, Kralj Lear), Maša (Čehov, Tri sestre), Panova (Trenjev, Ljubov Jarovaja). Vzporedno s temi vlogami pa so še vloge Jokasta (Sofoklej, Kralj Ojdip), Grudnovka (Cankar, Za narodov blagor), Ana Karenina (Tolstoj), Ranjevska (Čehov, Češnjev vrt), Edith Frank (Goodrich-Hackett, Dnevnik Ane Frank), Grofica (Anouilh, Ornifle). Moč in vrh svoje igre je izrazila zlasti v Krleževi grofici Castelli-Glembay (Gospoda Glembajevi), Lavri Lembachovi (Agonija) in Liviji Ancili (Aretej).

## Nagrade
- Prešernova nagrada (1972)
- Borštnikov prstan (1979)